# 桜山展望台
桜山展望台 （さくらやまてんぼうだい）は、埼玉県入間市にある加治丘陵を利用した展望台である。

## 概要
桜山展望台は、入間市市政施行20周年記念事業の一環として建設された。
展望台は標高180メートルの位置にあり、空気の澄んだ晴れた日には、富士山や都内の高層ビル群が望め、また周囲の加治丘陵の自然を一望できる。
展望台へ上るには、武蔵野音楽大学脇の急なサイクリングロードや仏子駅、元加治駅方面に一部急な坂が存在する。
金子駅側の「農村環境改善センター」から10分ほどで展望台入口まで上れる。

## 利用案内
- 入場料:無料
- 利用時間
  - 4月 - 9月：9:00 - 17:30
  - 10月 - 3月：9:00 - 16:30

## アクセス
- JR八高線金子駅下車徒歩30分
- 「中神」バス停より徒歩10分
  - 西武バス：入市32・入市32-1・入市32-2・入市33・入市33-1・入市34系統
  - 入間市内循環バス（てぃーろーど）：東西コース